# Travelling Without Moving
Albums de Jamiroquai
The Return of the Space Cowboy
(1994) Synkronized
(1999)
Singles
1. Do You Know Where You're Coming From (en)
Sortie : 20 mai 1996
2. Virtual Insanity
Sortie : 19 août 1996
3. Cosmic Girl
Sortie : 25 novembre 1996
4. Alright
Sortie : 28 avril 1997
5. High Times (en)
Sortie : 1er décembre 1997

Travelling Without Moving est le troisième album studio du groupe d'acid jazz anglais Jamiroquai, sorti le 28 août 1996 au Japon, puis le 9 septembre 1996 en Europe.
Il a connu un succès mondial grâce à des hits tels que Virtual Insanity, Alright ou encore Cosmic Girl. L'album contient des influences musicales plus diversifiées que les albums précédents avec plus d'enregistrements instrumentaux et une plus grande influence de sons électroniques, comme dans le titre Alright, qui mixe de nouveaux son synthétiques avec une pointe d'acid jazz.
L'album permet à Jamiroquai de percer aux États-Unis, devenant le premier du groupe à se classer dans le classement américain Billboard 200, atteignant la 24e place. Au Royaume-Uni, il atteint la deuxième place. Travelling Without Moving est aussi référencé dans le livre des records Guinness comme l'album de funk le plus vendu de l'histoire de la musique, avec 11,5 millions d'exemplaires vendus dans le monde, dont 3 en Europe.

## Contexte
Après avoir traversé une période difficile pendant l'enregistrement de The Return of the Space Cowboy, Jay Kay cherche à rendre l'album suivant plus ciblé et plus universel. Il ne voulait pas non plus rester un groupe semi-underground qui « se cantonnait à sa petite niche et vendait un million et demi d'albums à chaque fois. Je voulais sortir du lot et devenir quelque chose de plus grand, de plus international ».
À propos de l'ambiance générale de l'album, Jay Kay déclare : « [Avec Emergency on Planet Earth], les gens n'applaudissaient pas dans les rues ou quoi que ce soit d'autre, et [The Return of the Space Cowboy] était assez triste. Avec [Travelling Without Moving], j'ai décidé qu'il était important de montrer aux gens que nous pouvions nous amuser. C'est pourquoi il parle de voitures, la vie et l'amour ». Jay Kay a réservé le studio résidentiel du manoir de Great Linford pour que le groupe puisse y travailler à son propre rythme.

## Liste des chansons
| 1.    | Virtual Insanity | - Jay Kay - Toby Smith                                                                  | 5:40 |
| 2.    | Cosmic Girl | - Kay - Derrick McKenzie                                                                | 4:03 |
| 3.    | Use the Force | - Kay - Smith - McKenzie - Sola Akingbola                                               | 3:59 |
| 4.    | Everyday | - Kay - Smith - Stuart Zender                                                           | 4:27 |
| 5.    | Alright | - Kay - Smith                                                                           | 4:23 |
| 6.    | High Times | - Kay - Smith - McKenzie - Zender                                                       | 5:57 |
| 7.    | Drifting Along | - Kay - McKenzie - Simon Katz - Zender                                                  | 4:03 |
| 8.    | Didjerama | - Kay - Wallis Buchanan - McKenzie - Zender                                             | 3:50 |
| 9.    | Didjital Vibrations | - Kay - Buchanan - Zender                                                               | 5:47 |
| 10.   | Travelling Without Moving                                                                                              | Kay                                                                                     | 3:37 |
| 11.   | You Are My Love | Kay                                                                                     | 3:53 |
| 12.   | Spend a Lifetime | - Kay - Smith                                                                           | 4:10 |
| 13.   | Do You Know Where You're Coming From (M-Beat featuring Jamiroquai, titre bonus / pas présent sur la version française) | - Kay - Smith - M-Beat                                                                  | 5:02 |
| 14.   | Funktion (titre caché)                                                                                                 | - Kay - Smith - Buchanan - McKenzie - Zender - David Paich - David Foster - Cheryl Lynn | 8:27 |
| 59:07 | |                                                                                         |      |

## Personnel
Crédits provenant du livret de l'album.
Jamiroquai
- Jay Kay – chant
- Toby Smith – claviers
- Stuart Zender – guitare basse
- Derrick McKenzie – batterie
- Wallis Buchanan – didjeridoo
- Simon Katz – guitare électrique

Musiciens supplémentaires
- Simon Hale – arrangements des cordes et chef d'orchestre
- Gavyn Wright et l'orchestre philharmonique de Londres – cordes
- Max Beesley – vibraphone (Funktion)
- Gary Barnacle - saxophone
- John Thirkell - trompette
- Katie – chœurs
- Beverly – chœurs

Production
- Al Stone – production, ingénieur du son
- Blue – conception et direction artistique
- Lorenzo Agius – photographie

## Classements et certifications
| Classement (1996–2022)             | Meilleure position |
| ---------------------------------- | ------------------ |
| Allemagne (Media Control AG)       | 9                  |
| Australie (ARIA)                   | 6                  |
| Autriche (Ö3 Austria Top 40)       | 9                  |
| Belgique (Flandre Ultratop)        | 14                 |
| Belgique (Wallonie Ultratop)       | 5                  |
| Canada (RPM Albums Chart)          | 37                 |
| États-Unis (Billboard 200)         | 24                 |
| Finlande (Suomen virallinen lista) | 6                  |
| France (SNEP)                      | 2                  |
| Japon (Oricon)                     | 6                  |
| Norvège (VG-lista)                 | 16                 |
| Nouvelle-Zélande (RIANZ)           | 7                  |
| Pays-Bas (Mega Album Top 100)      | 16                 |
| Pologne (ZPAV)                     | 41                 |
| Royaume-Uni (UK Albums Chart)      | 2                  |
| Royaume-Uni (R&B Albums)           | 1                  |
| Suède (Sverigetopplistan)          | 4                  |
| Suisse (Schweizer Hitparade)       | 3                  |

| Classement (1996)            | Position |
| ---------------------------- | -------- |
| Allemagne (Media Control)    | 69       |
| France (SNEP)                | 24       |
| Japon (Oricon)               | 87       |
| Royaume-Uni (OCC)            | 18       |
| Suisse (Schweizer Hitparade) | 37       |

| Classement (1997)            | Position |
| ---------------------------- | -------- |
| Allemagne (Media Control)    | 38       |
| Australie (ARIA)             | 47       |
| Belgique (Wallonie Ultratop) | 32       |
| États-Unis (Billboard 200)   | 84       |
| France (SNEP)                | 18       |
| Japon (Oricon)               | 58       |
| Pays-Bas (Albums Top 100)    | 48       |
| Royaume-Uni (OCC)            | 20       |

### Certifications
| Région                                                               | Certification | Ventes/Streams |
| -------------------------------------------------------------------- | ------------- | -------------- |
| Allemagne (BM)                                                       | Or            | 250 000^       |
| Argentine (CAPIF)                                                    | Platine       | 60 000^        |
| Australie (ARIA)                                                     | Platine       | 70 000^        |
| Autriche (IFPI)                                                      | Or            | 25 000*        |
| Belgique (BEA)                                                       | Platine       | 50 000*        |
| Canada (Music Canada)                                                | 3 × Platine   | 300 000^       |
| Espagne (PME)                                                        | Or            | 50 000^        |
| États-Unis (RIAA)                                                    | Platine       | 1 400 000      |
| France (SNEP)                                                        | 2 × Platine   | 600 000*       |
| Italie (FIMI)                                                        | 2 × Platine   | 200 000*       |
| Japon (RIAJ)                                                         | 3 × Platine   | 600 000^       |
| Pays-Bas (NVPI)                                                      | Platine       | 100 000^       |
| Pologne (ZPAV)                                                       | Or            | 50 000*        |
| Royaume-Uni (BPI)                                                    | 4 × Platine   | 1 219 197      |
| Suisse (IFPI)                                                        | Platine       | 50 000^        |
| Résumé                                                               |               |                |
| Europe (IFPI)                                                        | 3 × Platine   | 1 000 000*     |
| Monde                                                                | NC            | 8 000 000      |
| *Ventes selon la certification ^Mise en rayon selon la certification |               |                |